# Fredrik Larsson (fotbollsspelare)
Fredrik Larsson, född 5 augusti 1976, är en svensk före detta fotbollsmålvakt som spelade för Helsingborgs IF. Han spelade även åtta ungdomslandskamper för Sverige.

## Karriär
Larssons moderklubb är Ifö/Bromölla IF. 1993 gick han till Helsingborgs IF. Larsson var under större delen av sin karriär reservmålvakt bakom Sven Andersson. Han debuterade i Allsvenskan 2001 och gjorde sin första säsong som förstemålvakt 2002. Efter säsongen 2003 fick Larsson lämna klubben.
Inför säsongen 2004 gick Larsson till Ängelholms FF. Till säsongen 2005 gick han till Bunkeflo IF. Efter säsongen 2005 avslutade Larsson sin fotbollskarriär.